# Adama Bojang
Adama Bojang (Bakau, 28 de mayo del 2004) es un futbolista gambiano que juega como delantero en el Stade de Reims de la Ligue 2. Es internacional absoluto de la selección de fútbol de Gambia.
Formó parte del equipo de Gambia que terminó subcampeón en la Copa Africana de Naciones Sub-20 de 2023.

## Carrera
Nacido en Bakau, Bojang juega en la primera división de Francia en el Stade de Reims.
En el 2021, fue parte del equipo que obtuvo el ascenso de la segunda división de Gambia.
En enero del 2023, en el comienzo de la temporada, anotó el primer triplete de la temporada de la Primera División de Gambia, cuando anotó tres goles en la victoria por 4-1 sobre el Brikama United en el Bakau Mini Stadium. Debido a su gran nivel en el club y en el seleccionado juvenil, el vicepresidente de la Asociación de Fútbol de Gambia, Bakary Jammeh, confirmó a los medios que Bojang estaba generando interés en los clubes de fútbol en el extranjero, incluidos algunos en Egipto e Inglaterra.

## Carrera internacional
Hizo su debut internacional en la Copa Africana de Naciones Sub-20 de 2023, donde jugó para Gambia, que era entrenada por Abdoulie Bojang, el abuelo de Adama. En este torneo Bojang anotó cuatro goles, incluido un hat-trick contra Sudán del Sur en los cuartos de final; también anotó el gol de la victoria contra Nigeria en la semifinal. Los resultados del torneo clasificaron a la selección de Gambia para la Copa Mundial de Fútbol Sub-20 de 2023. También fue nombrado en el Mejor XI Equipo del Torneo por la CAF.

## Vida personal
Con una altura reportada de 1,91 metros, ha sido apodado "el huracán de Gambia".

## Estadísticas

### Clubes
Actualizado al último partido disputado el 11 de mayo de 2023.
| Club                 | Div. | Temporada | Liga  | Liga  | Copas nacionales | Copas nacionales | Copas internacionales | Copas internacionales | Media goleadora | Media goleadora |
| Club                 | Div. | Temporada | Part. | Goles | Part.            | Goles            | Part.                 | Goles                 | Part.           | Goles           |
| -------------------- | ---- | --------- | ----- | ----- | ---------------- | ---------------- | --------------------- | --------------------- | --------------- | --------------- |
| Steve Biko FC Gambia | 1.ª  | 2022-23   | 0     | 0     | 0                | 0                | —                     | —                     | 0               | 0               |